# Université adventiste des Antilles

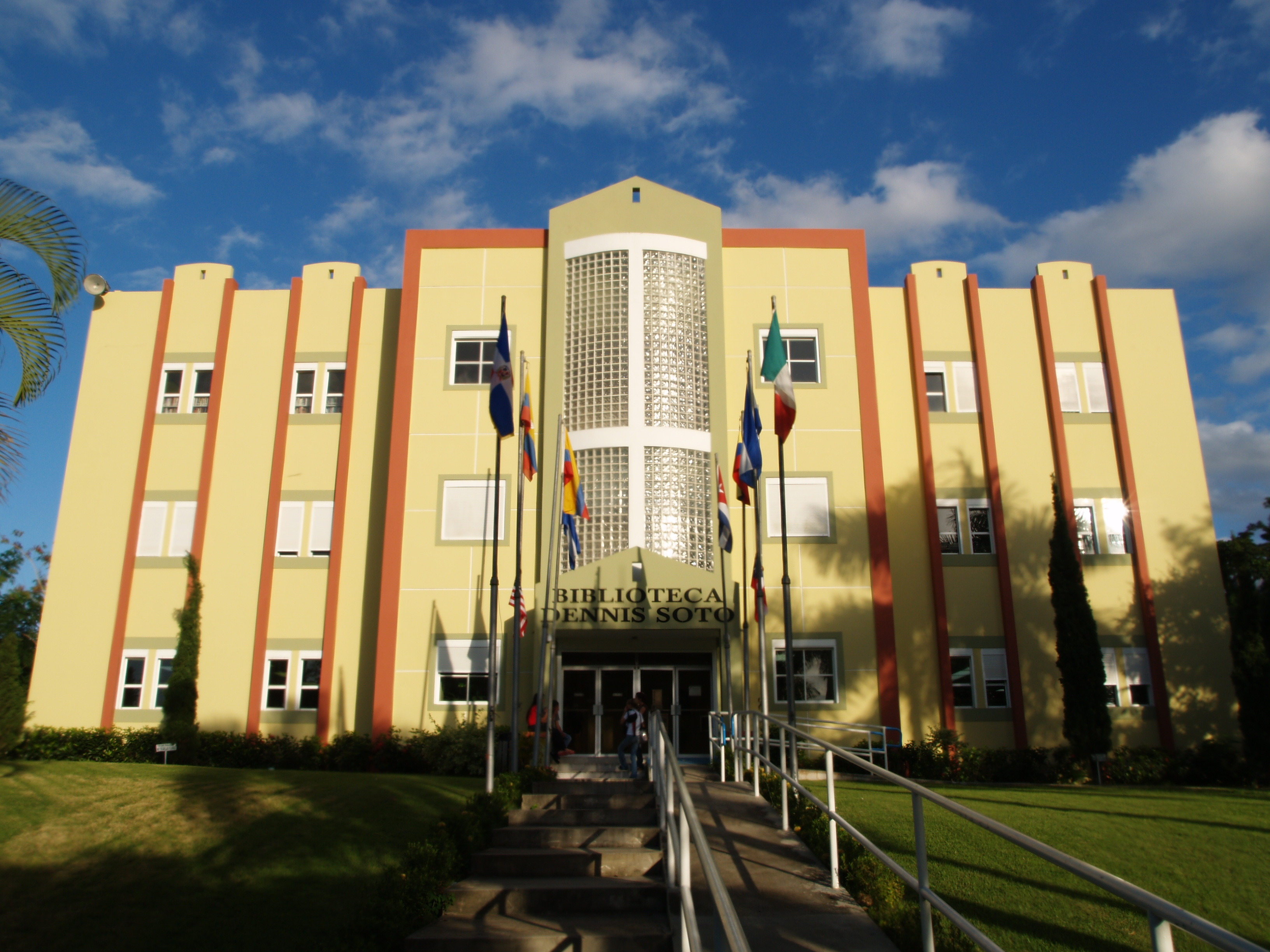
Bibliothèque

L’Université Adventiste des Antilles --- en espagnol, Universidad Adventista de las Antillas ou UAA --- est une université adventiste, située à Mayagüez à Porto Rico.    

## Campus
L'Université Adventiste des Antilles se trouve à deux kilomètres de l'ouest de Mayagüez, ayant une vue sur une zone montagneuse recouverte d'une végétation tropicale luxuriante.   

### Histoire
L'université est le successeur du Collège des Antilles qui opéra à Cuba de 1946 à 1961. Avant ce transfert (en raison de la révolution cubaine), le Colegio Adventista de Puerto Rico était un lycée. En 1989, l'institution devint une université. 

### Organisation
UAA décerne des licences en biologie, gestion commerciale (comptabilité, informatique, management), bureautique, infirmerie, informatique, sciences cardio-pulmonaires, psychologie, enseignement primaire, enseignement secondaire (biologie, chimie, anglais, histoire, mathématiques, musique, religion, espagnol), histoire, espagnol, théologie. UAA décerne des masters en éducation, ministère de la famille, ergothérapie et kinésithérapie.
UAA est affilée à l’université de Loma Linda et au Séminaire de théologie de l’Inter-Amérique. Elle possède un centre de recherche Ellen White, affilié au Ellen G. White Estate.   
En décembre 2009, NOTA, un sextet de l'université remporta la compétition de chant a cappella dans l'émission télévisée Sing-Off de NBC aux États-Unis.